# Équipe du Brésil de curling
L'équipe du Brésil de curling est la sélection qui représente Brésil dans les compétitions internationales de curling. 
En 2017, l'équipe nationale est classé comme nation numéro 44 chez les hommes et 38 chez les femmes.

## Historique
L'introduction du curling en Amérique du Sud est récente et commence en 2007 lorsque quatre étudiants brésiliens de l'Université de Sherbrooke au Canada décide de former une équipe. Augusto Silva, Marcelo Mello, César Santos et Celso Kossaka se sont alors mesuré à l'équipe des États-Unis à deux reprises en 2009 et 2010 dans le cadre du tournoi Americas Challenge : la meilleure équipe au terme de cinq matches se qualifie pour le Championnat du monde de curling de leurs années respectives. L'équipe brésilienne s'est toujours inclinée sans remporté une seule manche.
Le Brésil a pu notamment participé à des championnats plus ouvert comme en équipes mixtes ou doubles mixtes à partir de 2014. Marcelo Mello et Aline Lima forme la paire mixte qui représente le Brésil avec toujours des expatriés au Canada.
Les joueurs ont l'occasion de s'exercer au Brésil en pratiquant le « floor curling » qui nécessite une piste synthétique.

## Palmarès et résultats

### Palmarès masculin
Titres, trophées et places d'honneur
- Jeux Olympiques Hommes : aucune participation
- Championnats du monde : aucune participation
- Americas Challenge
  - 2009,  Bismarck, Dakota du Nord, USA/Brésil : 13-2 / 13-2 / 11-5
  - 2010,  Grafton, Dakota du Nord, USA/Brésil : 10-3 / 8-1 / 8-2
  - 2015, Blaine, Minnesota, USA/Brésil : 7-3 / 6-4 / 9-4
  - 2017, Duluth, Minnesota, USA/Brésil : 8-6 / 9-4 / 9-3
  - 2018, London , Ontario, Canada/Brésil : 15-1 / 8-3 / 6-3

### Palmarès féminin
Titres, trophées et places d'honneur
- Jeux Olympiques Femmes : aucune participation
- Championnats du monde : aucune participation
- Americas Challenge
  - 2017, Duluth, Minnesota, USA/Brésil : 16-2 / 12-2 / 8-7

### Palmarès mixte
Titres, trophées et places d'honneur
- Championnat du Monde Doubles Mixte depuis 2015 (2 participation(s))
  - Meilleur résultat : 4ème pour : Championnat du Monde Doubles Mixte - Groupe A

### Palmarès curling en fauteuil
Jeux paralympiques
- Meilleur résultat : aucune participation